# Тарасов, Валерий Иванович
Вале́рий Ива́нович Тара́сов (1 сентября 1942, Владивосток — 23 апреля 2025, Уссурийск) — советский и российский учёный-географ и педагог. Ректор Уссурийского государственного педагогического института (1983—2008). Почётный гражданин Уссурийска. Действительный член Академии педагогических и социальных наук и международной Академии наук экологии безопасности жизнедеятельности.

## Биография
Родился 1 сентября 1942 года во Владивостоке. Вырос во Владивостоке. Отец был педагогом, мать домохозяка.
В феврале 1965 года окончил геофизический факультет Дальневосточного государственного университета, получив специальность «Инженер-гидролог». Прошел срочную службу в Советской Армии, после чего работал инженером-гидрологом в Камчатском управлении гидрометеослужбы и в Благовещенской гидрометеообсерватории, начальником экспедиции Дальневосточного треста инженерно-строительных изысканий. Был вторым секретарём Благовещенского горкома ВЛКСМ.
С 1972 года работал в ДВГУ (Дальневосточный государственный университета): ассистент, преподаватель, старший преподаватель, заведующий кафедрой гидрологии суши, декан геофизического факультета ДВГУ. В течение нескольких лет входил в президиум научно-методического Совета по высшему гидрометеорологическому образованию и научно-технический Совет по географии при Министерстве высшего образования СССР.
С 1983 по 2008 года В. И. Тарасов работал ректором Уссурийского государственного педагогического института. За время его работы в УГПИ были открыты четыре новых факультета, одиннадцать кафедр, аспирантура по шестнадцати специальностям, введено тридцать новых образовательных программ, открыто представительство УГПИ во Владивостоке и два межвузовских специализированных Совета по защите докторских диссертаций. Значительно укрепилась материальная база института: построены учебный корпус, жилой дом для преподавателей, агробиостанция, приобретены спортивный комплекс и стадион для факультета физической культуры, создана современная полиграфическая база, университету одному из первых Дальневосточных вузов подключен Интернет. По оснащённости компьютерами УГПИ при Тарасове занимал одно из первых мест среди педвузов России.
С 2008 по 2022 год работал профессором, главным специалистом филиала ДВФУ в Уссурийске. Являлся так же председателем Уссурийского городского отделения Всероссийского общества «Знание».
Автор более 100 научных работ, в том числе двух монографий.
Скончался 23 апреля 2025 года в Уссурийске.

## Личная жизнь
Был женат, имел дочь и сына, а также двух внуков и двух внучек.
Увлекался литературой и спортом: в прошлом занимался боксом, баскетболом, гандболом, теннисом, играл за сборные ДВГУ по баскетболу и гандболу.

## Награды
- Орден Дружбы (1998)
- Медаль «За доблестный труд. В ознаменование 100-летия со дня рождения Владимира Ильича Ленина» (1970)
- Заслуженный работник высшей школы Российской Федерации (?)
- Почётный работник высшего профессионального образования Российской Федерации
- Отличник народного образования
- Победитель социалистического соревнования
- знак «За активную работу в правлении Всесоюзного общества „Знание“»
- Премия Губернатора Приморского края (1999)
- Почётный гражданин Уссурийска (1999)